# Ricochet (speeltechniek)
Ricochet of jeté (van het Franse werkwoord jeter, gooien) is een streektechniek van toepassing op strijkers, waarbij de strijkstok op de snaren stuitert en er tijdens een streek meerdere noten worden gespeeld. De natuurlijke buigzaamheid van de strijkstok helpt bij het stuiteren ervan op de snaren. Alhoewel de termen ricochet en jeté vaak als synoniemen voor elkaar worden gebruikt, wordt een jeté vaak beschouwd als een meer gecontroleerde variant van een ricochetstreek. Een klassiek werk waarbij het ricochet veelvuldig wordt toegepast is het vijfde capriccio uit de 24 Capriccio's voor viool van Niccolò Paganini.
Een passage met een ricochet wordt in de muzieknotatie aangeduid door puntjes bovenop de noten en een boog die de reikwijdte van een streek aanduidt.
Een aantal verwante strijktechnieken zijn spiccato, martelé en sautillé.